# 니미스

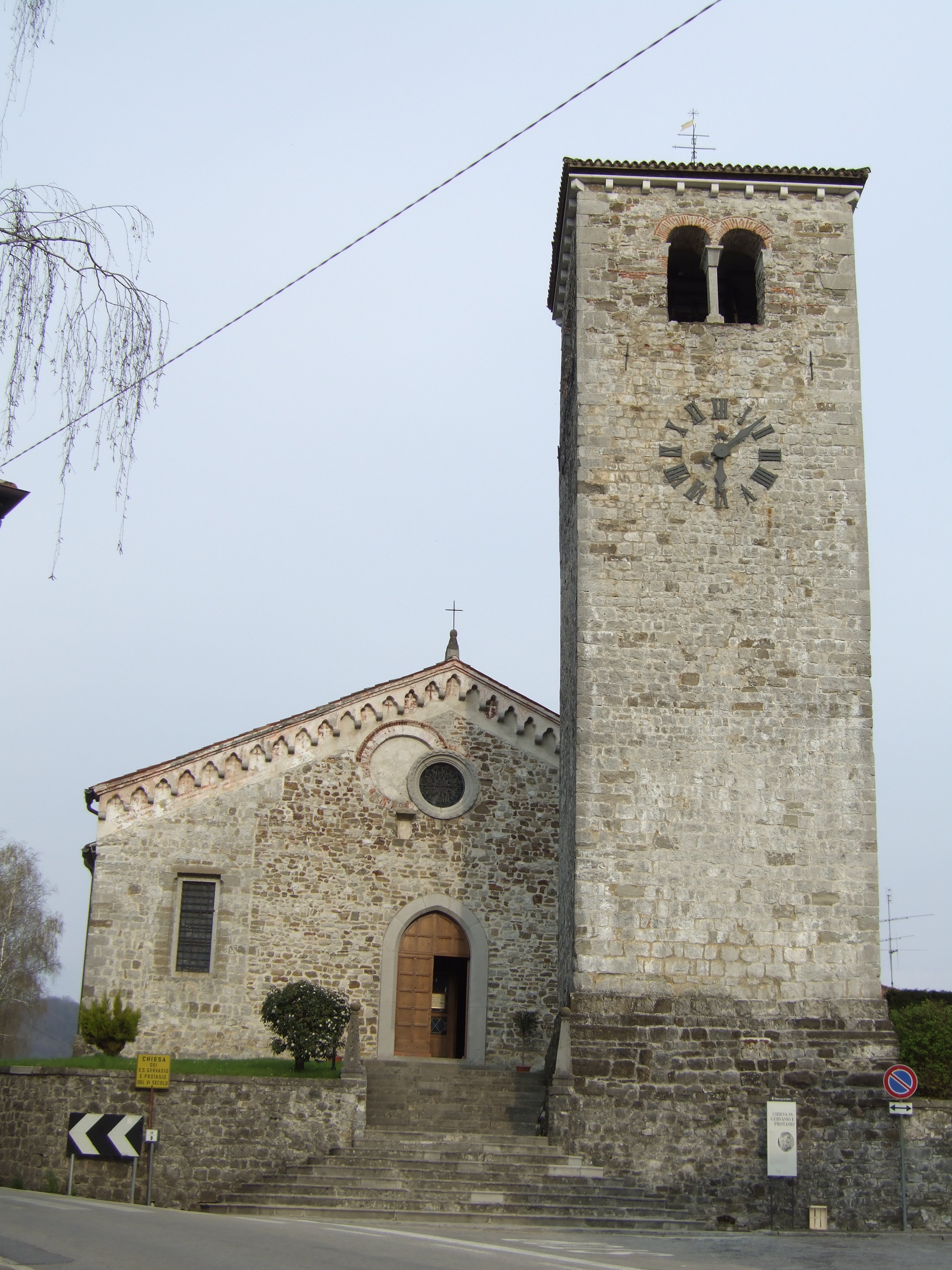

니미스(Nimis, 슬로베니아어: Neme)는 이탈리아 북동부 프리울리베네치아줄리아주, 슬로베니아 국경 근처 프리울리주 우디네의 지방분권단체인 도시이자 코무네(자치단체)이다. 이곳은 제1차 세계 대전 당시 이탈리아 요새와 라만돌로(Ramandolo)라는 달콤한 화이트 와인이 있는 베르나디아 산(Mount Bernadia) 기슭에 위치하고 있다.
이 마을은 아티미스, 루세베라, 포볼레토, 레아나 델 로할레, 타이파나 및 타르센토 지방 자치 단체와 접해 있다.
1971년 인구 조사에 따르면 인구의 25.4%가 슬로베니아인이지만 이들은 주로 주변 언덕의 일부 마을에 위치하고 있으며 주요 도시와 평야의 나머지 지역에는 거주하지 않는다. 인구의 민족적, 언어적, 문화적 특징으로 인해 지방자치단체의 산악 지역은 프리울리안 슬라비아(Friulian Slavia)로 알려진 전통적인 지역의 일부로 간주된다. 지방 자치 단체의 나머지 부분에서는 프리울리어가 여전히 널리 사용된다.